# 아르켈론
아르켈론(Archelon)는 중생대 백악기 후기(약 7,500만년 전)에 살았던 거북의 일종이다. 파충강・거북목・프로토스테가과에 속한다. 학명은 '원시 거북' 또는 '통치하는 거북'이라는 의미를 가진다. 아르켈론의 몸 전체 길이는 약 3-4m정도이고, 두개골은 약 80cm, 몸 전체 폭은 최대 5m이다. 턱은 약하고, 꼬리는 뾰족하다. 체중은 2t에 달했을 것으로 추정된다. 현재 알려진 최대 크기의 바다거북이다.

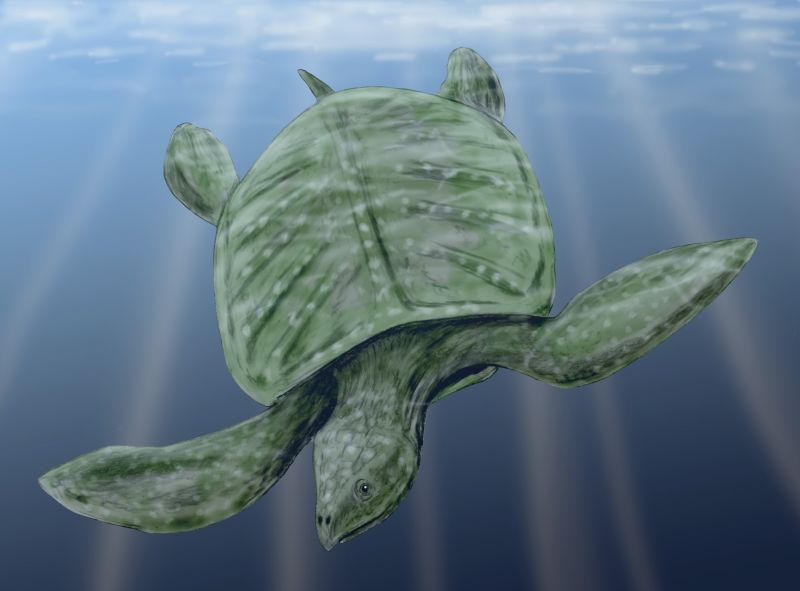
아르켈론의 상상도
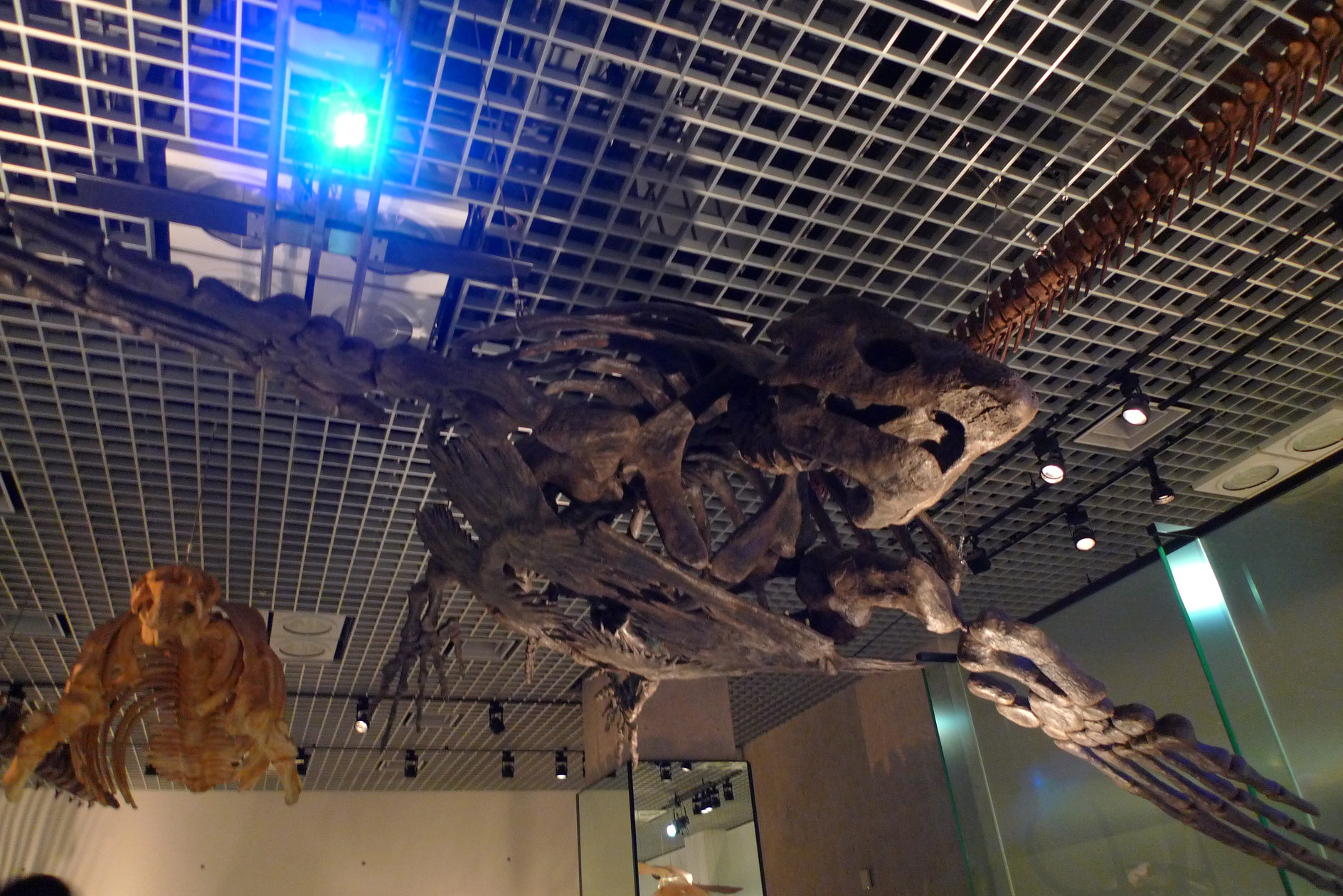
아르켈론의 골격(3m)

## 특징
아르켈론은 현생의 바다거북들에 선조격이라고 볼 수가 있는 동물이다. 다만 현생의 바다거북에 비해 단단한 껍질을 대신해 가죽으로 덮인 갑피를 가지고 있으며 갑피는 높이가 2.5m~5cm로 정점을 찍는 작은 능선을 가지고 있다. 특히 푹 한 부리를 가지고 있으며 턱은 분쇄에 능숙했기 때문에 해저의 위로 천천히 움직이면서 단단한 먹이를 부수기 쉽게 도와주었다. 그러나 부리의 부리가 전단 육체에 맞게 조정되었을 수도 있으며 이를 바탕으로 해양 여행에 필요한 강력한 스트로그를 생성하는 것이 가능했다. 현생에 살아가는 바다거북 중에선 장수거북이 가장 가까운 친척이 된다. 홀로타입으론 머리에서 꼬리까지 3.52m(11.5ft)로 측정하며 머리는 60cm(2ft), 목 72 cm(2.4ft), 흉부 척추 135cm(4.4ft), 사술 15cm(0.5ft), 꼬리 70(2.3ft)로 측정한다. 가장 큰 표본이 되는 브리기타는 머리에서 꼬리까지 약 4.6m(15ft) 및 플리퍼에서 플리퍼까지 4m(13ft) 정도로 측정하며 수명 중에서의 무게는 약 2900kg(4900lb)로 이는 2.9톤의 무게가 된다. 아켈론은 뚜렷하게 길쭉하고 좁은 머리를 가지고 있으며 이는 조류와 같이 부리를 가진 것으로 설명이 된다. 
현생의 새와 연상되게 닮은 부리는 삶의 칼집이 덮여 있었고 이는 정의된 후크 부리로 설명이 된다. 그러나 뒤쪽에는 부리의 뾰족한 최첨단이 현생의 바다거북에 비해선 둔하다. 그리고 다른 거북들에 비해서도 투명하지가 않다. 콧구멍은 길어지고 두개골 꼭대기에 약간 앞으로 양치주하며 다른 바다거북에 비해서 비정상적으로 수평적이다. 광대뼈는 다른 바다거북들이 삼각형의 모양을 가진 것에 비해 둥근 모습을 가진다. 턱의 관절을 형성하는 광대뼈는 연골에 무겁게 싸여있었으며 턱은 아마 망치와 같이 움직였을 것으로 추정이 된다. 5개의 목 척추는 홀로타입에서 회복이 되었고 아마 총 8개의 목이 생동감을 가지고 있다. 그것은 X모양의 다른 머리와 볼록쪽으로 측면이 오목하며 게다가 두꺼운 뼈대의 강한 목 근육을 형성한다. 10개의 흉부 척추가 발견되어 6번째까지 크기가 급격하게 감소하고 갑피와 거의 관련이 없다. 사럼의 3가지 척추는 짧고 평평하며 그것은 아마 18개의 꼬리 척추를 형성하고 있었다. 
처음 8~10개(갑피와 같은 부위)에는 신경 아치가 있었으나 나머지 부위는 가지고 있지 않다. 꼬리는 다양한 이동성을 가지고 있으며 거의 90°의 각도로서 수평으로 구부러질 수 있었던 것으로 생각된다. 상완의 상미는 비교적 거대하며 팔뚝의 반구와 올골은 짧고 컴팩트하여 동물이 삶에 강한 오리발을 가지고 있었음을 증명한다. 플리퍼는 4.9m~6.1m(16~20ft)의 사이로 퍼진 것이지만 가장 보수적인 추정치일 가능성도 높다. 사지뼈에 스트레치마크는 빠른 성장을 나타내며 가죽 뒤는 현생의 바다거북과 유사하여 알에서 깨어난 어린 거북은 빠른 성장이 가능하게 도왔다. 갑피는 중진에 가까운 8개의 신경과 및 중간선을 갈비뼈에 연결하는 9개의 흉막판으로 구성된다. 
갑피의 플레이트는 대부분 치수에 균일하며 10쌍의 갈비뼈를 가지고 있었다. 가죽 뒤에 있는 바다거북과 마찬가지로 그러지가 않은 다른 바다거북들과는 달리 1번째 갈비뼈는 1번째 흉곽을 충족시키지 못한다. 다른 바다거북들과 같이 1번째 갈비뼈는 2번째 갈비뼈보다 눈에 띄게 짧다. 이런 경우엔 길이의 3분기로 2번째와 5번째의 갈비뼈는 중간선에서 직각으로 투영하고 홀로타입에서는 각각 길이가 1m(3.3ft)로 측정한다. 갈비뼈는 수직 방향의 두께가 증가하며 중간선에선 더 멀리 떨어지고 다른 바다거북들에 비해 상대적으로 더 크고 잘 발달이 되어 있다. 홀로타입에서 2번째와 5번째의 갈비뼈는 두께가 2.5cm(0.98in)로 시작하여 두께가 약 4~5cm(1.6~2.0in)로 종료된다. 
신경통과 흉막은 매우 불규칙하고 손가락과 같은 봉합사를 형성하며 뼈가 여전히 잘 발달하고 가단성이 있는 동안 1접시가 다른 접시에 누워있을 수 있다. 신경병, 흉막, 갑피의 뼈 부분, 특히 얇은 갈비뼈는 비정상적으로 무거운 몸을 버티면서 지탱하기 위해 여분의 역할을 수행해야 했으며 이는 고대의 거북이에서 찾아 볼 수가 있는 조건이다. 아치엘론에는 골성 경화성의 구조가 있는데 뼈는 조밀하고 무거우며 이는 아마도 고래나 다른 개방된 바다의 동물들이 가진 사지뼈와 유사한 역할을 했을 것으로 추정된다. 잉어페이스는 아마도 가슴 부위의 중간선을 따라 능선이 줄지어 있으며 이것은 아마도 총 7개의 능선에 총합이 존재하였고 각 능선은 25cm에서 5cm(1이나 2in)로 정점을 찍었다. 단단한 관절의 목과 흉막의 판이 없을 경우에는 갑피를 통하여 피부는 아마 두껍고 강한 가죽이 어깨의 거들을 보상하고 적절하게 지지하기 위해 현생의 바닥거북에서도 관찰할 수가 있는 가죽의 갑피를 가지고 있었다. 해면질 메이크업은 돌고래와 같은 다른 척추 동물들처럼 오픈 오션에서 볼 수가 있는 뼈와 유사하고 이것은 전반적인 몸의 체중을 줄이기 위한 적응일 것이다. 거북이 플래스트론, 아래쪽, 꼬리 가장에 머리에서 가장, 에피파스트론, 전자, 효플라스트론의 사이에는 작은 쐐기의 앙토라스론이 있었으며 마지막으론 시합라스트론으로 구성이 되어 있다. 
1898년에 기술된 표본에선 전체적으로20cm(7ft)의 두께와 측정 값이 있다. 갑피와는 달리 전체적으로 줄무늬가 특징이다. 프로토스테기드에서는 에피파스트론과 엔토플라스트론이 함께 융합되어 엔터피파스트론 또는 파라스트론이라는 단일 유닛을 형성한다. 이 엔터피파스트론은 다른 거북들의 Y자형 상층층과는 달리 T자형이다. T의 상단 가장자리는 작은 프로젝션을 특징으로 하는 중심을 제외하고 반올림한다. 바깥쪽은 약간 볼록하고 몸에서 다소 구부려져 있다. T의 두 끝은 중심에서 더 멀리갈수록 더 넓어지고 얇아진다. 두껍고 연속적인 능선은 효플라스트론, 저혈당, 시플라스트론으로 연결이 되며 효플라스트론은 약간 타원형이고 척추가 분출되기 전에 중심에서 더 멀리 나오면서 얇아지며 둘레에 투사되는 많은 수의 가시를 가진 특징이 존재한다. 척추는 두껍고 중간 부분을 향해 좁아진다. 머리를 향해 투사되는 7~9개의 척추는 짧고 삼각형의 모양을 가진다. 6개의 중간 가시는 길고 앏다. 마지막 19개의 척추는 평평하다. 
엔터피파스트론과 접촉을 나타내는 마크는 없다. 저혈당은 효플라스트론과 비슷하며 척추가 더 많고 총 54점을 가지고 있다. 시피플라스트론은 부메랑 모양의 원시적인 모습이 특징이며 현생의 거북이들에서 볼 수 있는 직선적인 것과 대조적으로 비교가 되는 원시적인 특징이 된다. 먹이로는 당대에 서식했던 갑각류, 연체동물, 물고기 등등을 주로 잡아먹고 살았을 것으로 추정이 되는 육식성 바다거북으로 추측이 되는 종이다.

## 식성
주로 해조나 해면동물, 해파리, 오징어 등을 먹었을 것으로 보이지만, 암모나이트를 주식으로 했을 것이라는 설도 있다. 잡식이다.

## 분포
백악기의 북아메리카 대륙에 존재한 내해(内海)에서 서식했다. 그러나 다른 지역에서는 아직까지 발견되지 않고 있다. 이것은 당시 바다거북이 원양을 회유하는 습성이나 능력이 없었음을 나타낸다.

## 생존시기와 서식지와 화석의 발견
아켈론이 생존하던 시기는 중생대의 백악기 후기로 지금으로부터 약 8200만년전~6600만년전에 생존했던 고대의 바다거북이다. 생존하였던 시기에는 북아메리카를 중심으로 하는 태평양에서 주로 서식했을 것으로 추정이 되는 종이다. 백악기-팔레오기 대량절멸이 일어났을 때에 공룡들과 함께 멸종이 된 종이며 화석의 발견은 1896년에 미국의 고생물학자인 조지 레버 윌랜드가 처음으로 발견하여서 새로이 명명된 종이다.

## 같이 보기
- 거북
- 바다거북
- 파충류
- 화석
- 중생대
- 백악기